# Novi Jadkî, Cerneahiv
Novi Jadkî (în ucraineană Нові Жадьки) este un sat în comuna Jadkî din raionul Cerneahiv, regiunea Jîtomîr, Ucraina.

## Demografie
Componența lingvistică a localității Novi Jadkî
     Ucraineană (98,04%)
     Rusă (1,96%)
Conform recensământului din 2001, majoritatea populației localității Novi Jadkî era vorbitoare de ucraineană (98,04%), existând în minoritate și vorbitori de rusă (1,96%).